# Shaanxistadion
Het Shaanxistadion (Chinees: 陕西省体育场) is een multifunctioneel stadion in Xi'an, een stad in China. Het wordt ook Zhuquestadion genoemd. Het stadion wordt vooral gebruikt voor voetbal- en atletiekwedstrijden. De voetbalclub Beijing Renhe maakte gebruik van dit stadion. In het stadion is plaats voor 50.000 toeschouwers. Het stadion werd geopend in 1999.